# Bradycellus symmetricus
Bradycellus symmetricus är en skalbaggsart som beskrevs av Victor Ivanovitsch Motschulsky. Bradycellus symmetricus ingår i släktet Bradycellus och familjen jordlöpare. Inga underarter finns listade i Catalogue of Life.